# Francisca de Gutierrez
Francisca de Gutierrez, född 5 maj 1944, är en mexikansk bågskytt. Hon deltog vid olympiska sommarspelen 1972.